# Zavhan
Zavhan is een van de eenentwintig ajmguud (bestuurlijke regio's) van Mongolië. Het ligt in het noorden van Mongolië. De hoofdstad is Uliastaj.

## Geografie

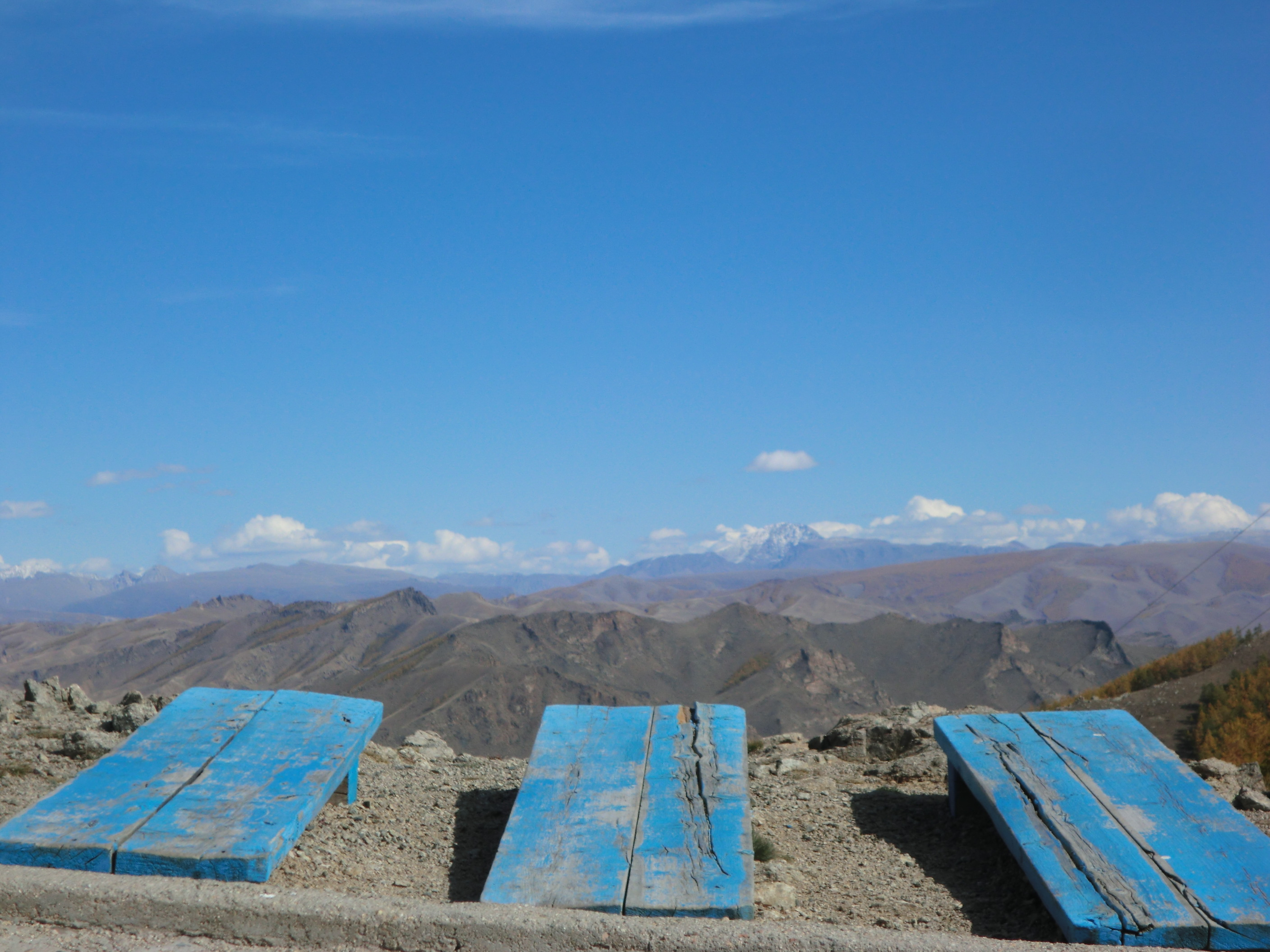
Gebedsborden om de heilige berg Otgontenger te aanbidden, 15 km buiten Uliastaj

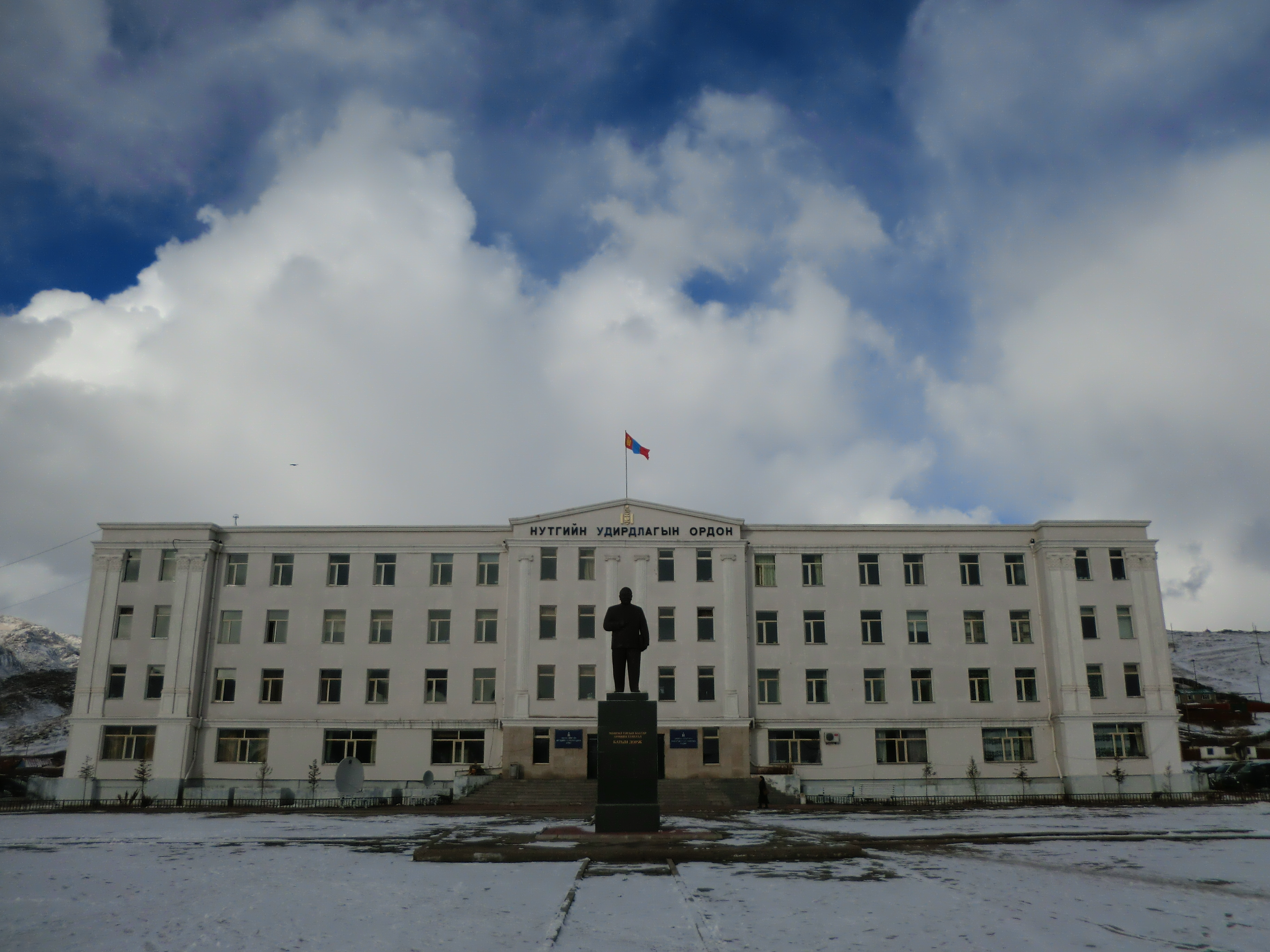
Regeringsgebouw in Uliastaj, Zavkan ajmag. Standbeeld van de in Zavhan geboren generaal Batiindorj op de voorgrond.

Ter plaatse wordt de omgeving van Zavhan aangeduid als "Gobi-Changai" (Говь хангай), omdat het de Gobiwoestijn in het zuiden verbindt met het  Changaigebergte en de Grote Merendepressie van de ajmag Hovd. 
De hoogste bergtop in de provincie is de Otgontenger (Отгонтэнгэр), met 4031 meter is het de enige in het Changaigebergte die een permanente gletsjer heeft. De berg ligt in het 95.510 hectare grote Otgon Tenger Strictly Protected Area, ongeveer 60 km ten oosten van Uliastaj. De berg is afgebeeld op het wapenschild van de ajmag.  
In het zuidwesten van Zavhan liggen de uitgestrekte Bor-Hyarin-Els zandduinen, die zich over een afstand van meer dan 100 km uitstrekken, tot in Govi-Altaj. Tussen de duinen ligt een van de grootste meren van Zavhan, Bayan Nuur.

### Klimaat
Zavhan heeft een koud steppeklimaat, waarbij de meeste regen in de zomer valt. De winters zijn droog en zeer koud. De laagste temperaturen van Mongolië komen hier voor, en in de aangrenzende provincie. In Tosontsengel, de grootste Sum van Zavhan, is een recordminimum van −52.9 °C gemeten. Ook is hier de hoogste luchtdruk ooit op aarde gemeten van 1085,7 hPa (herleid tot zeeniveau), op 19 december 2001.

## Fauna
Afgezien van de grote kudden vee, zijn de weidse velden en bossen van Zavhan een thuis voor een diverse populatie dieren: Gobibeer, Mongoolse wilde ezel, wild zwijn, axishert, argali, wilde geit, Siberische steenbok, wolf, steppevos, marmot, mangoesten, Euraziatische lynx, haas, Mongoolse gazelle en kropgazelle.
Tot de vogelsoorten die in de ajmag voorkomen, behoort de zeldzame tetraogallus, verder zwanen, gieren, valken en haviken. 
Vissen is een populair tijdverdrijf in Zavhan. De meren Char Nuur en Bajan Nuur zijn rijk aan vis, hetzelfde geldt voor de vele kleine rivieren en beken.

## Bevolking
De bevolkingsgroei in Zavhan kwam in 1994 tot staan, daarna zorgde migratie (circa 40.000 in de periode 1995-2005) tot een verlaging van het aantal inwoners naar het niveau van 1979. De meerderheid van de bevolking bestaat uit Chalcha-Mongolen, maar er zijn flinke minderheden Chotogoid en Kazachen. Volgens de volkstelling van 2000 waren er 87.686 inwoners, in 2008 bedroeg hun aantal 76.600 (geschat). In 2018 was het aantal inwoners tot 72.779 gedaald.

## Economie
In 2005 telde de ajmag 2,1 miljoen stuks vee. De kudden bestonden uit ruim een miljoen schapen, 860.000 geiten, 107.000 koeien en jaks, 101.000 paarden en 6300 kamelen.
In de bodem komen mineralen en delfstoffen voor, nog grotendeels onontgonnen. In 2012 werd de Golden Hill Project-mijn aangelegd door Bayan Airag Exploration LLC, buiten de Sum Durvuljin.

## Transport
Het oude vliegveld dicht bij de stad Uliastaj heeft twee onverharde banen, maar wordt niet meer gebruikt. In 2002 werd het Donoj-vliegveld aangelegd, 25 km ten westen van de stad nabij Aldarhaan, en dit voorziet de provincie Zavhan met regelmatige vluchten op Ulaanbaatar.

## Administratieve indeling

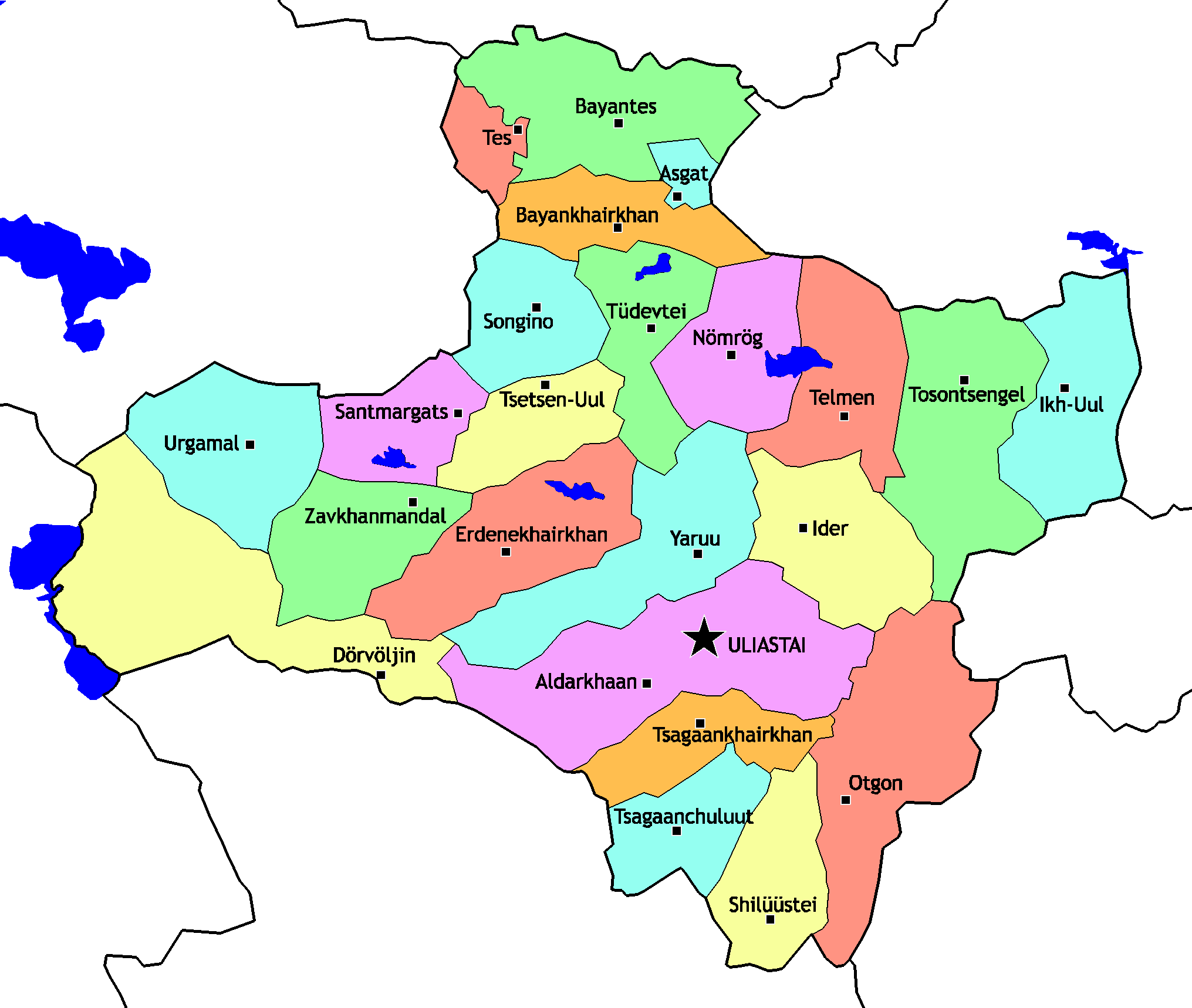
Sums of Zavkhan

De provincie is verdeeld in 24 Sums; behalve de hoofdstad Ulastaj (16.300 inwoners) hebben alleen Ikh-Uul (6200) en Tosontsengel (9000) meer dan 5000 inwoners.

## Bekende inwoners
- Natsagiin Bagabandi, Tweede president van Mongolië (1997-2005)
- Sodnomyn Damdinbazar, onafhankelijkheids-activist en eerste minister van Mongolië (1922-1923)

Arhangaj · Bajan-Ölgi · Bajanhongor · Bulgan · Darhan-Uul · Dornod · Dornogovĭ · Dundgovĭ · Govĭ-Altaj · Govĭsümber · Henti · Hovd · Hövsgöl · Ömnögovĭ · Orhon · Övörhangaj · Selenge · Sühbaatar · Töv · Uvs · Zavhan